# 알레한드로 가르나초
알레한드로 가르나초 페레이라(스페인어: Alejandro Garnacho Ferreyra, 2004년 7월 1일 ~ )는 아르헨티나의 축구 선수로, 프리미어리그의 맨체스터 유나이티드에서 윙어로 뛰고 있다.

## 국가대표 경력
태어난 곳은 스페인의 마드리드이지만 아르헨티나 국적도 같이 보유한 덕분에 국가대표는 스페인 축구 국가대표팀과 아르헨티나 축구 국가대표팀 중에서 선택할 수 있었는데 원래는 스페인 축구 국가대표팀을 선택했는데 리오넬 메시를 좋아해서 아르헨티나 축구 국가대표팀을 선택했다. 가르나초는 리오넬 메시와 크리스티아누 호날두를 둘 다 좋아한다.

## 플레이 스타일
제2의 앙헬 디 마리아라 불릴 정도로 디 마리아와 유사하다. 포지션도 동일하다.

## 출전 통계

#### 클럽
| 클럽                | 시즌    | 리그 | 리그 | FA컵 | FA컵 | EFL컵 | EFL컵 | UEFA | UEFA | 합계 | 합계 |
| 클럽                | 시즌    | 출전 | 득점 | 출전 | 득점 | 출전  | 득점  | 출전 | 득점 | 출전 | 득점 |
| ------------------- | ------- | ---- | ---- | ---- | ---- | ----- | ----- | ---- | ---- | ---- | ---- |
| 맨체스터 유나이티드 | 2021-22 | 2    | 0    |      |      |       |       |      |      | 2    | 0    |
| 맨체스터 유나이티드 | 2022-23 | 19   | 3    | 4    | 1    | 5     | 0     | 6    | 1    | 34   | 5    |
| 맨체스터 유나이티드 | 2023-24 | 28   | 7    | 4    | 0    | 2     | 1     | 6    | 1    | 40   | 9    |

#### 국가대표
| 국가       | 연도 | 출전 | 득점 |
| ---------- | ---- | ---- | ---- |
| 아르헨티나 | 2023 | 3    | 0    |
| 아르헨티나 | 2024 | 2    | 0    |
| 아르헨티나 | 합계 | 5    | 0    |